# Othenin van Montbéliard
Othenin van Montbéliard bijgenaamd de Krankzinnige (overleden in 1338) was van 1321 tot 1338 graaf van Montbéliard. Hij behoorde tot het huis Ivrea.

## Levensloop
Othenin was de enige zoon van Reinoud van Bourgondië en Guillemette van Neuchâtel, die beiden graven van Montbéliard waren. Na de dood van zijn vader in 1321 erfde hij het graafschap Montbéliard.
Omdat Othenin mentaal gehandicapt was, kon hij zich niet bezighouden met de staatszaken van zijn domeinen. Hij werd hierdoor onder regentschap geplaatst: eerst was zijn oom Hugo van Chalon regent, daarna zijn zus Agnes en haar echtgenoot Hendrik van Montfaucon. Othenin zelf leefde teruggetrokken in het kasteel Montfaucon nabij Besançon. Na zijn dood werd hij begraven in de Saint-Maimboœufkerk van Montbéliard. Omdat Othenin ongehuwd en kinderloos was gebleven, benoemde keizer Lodewijk de Beier Hendrik van Montfaucon tot de nieuwe graaf van Montbéliard.